# Grünewalder Straße 29/31
Das Gebäudeensemble Grünewalder Straße 29/31 ist Teil einer ehemaligen Schneidwarenfabrik in der bergischen Großstadt Solingen. Es handelt sich dabei um das Verwaltungsgebäude und das Kraftwerk der bis 1993 dort bestehenden Fabrik Friedrich Herder Abraham Sohn, die zu Beginn des 20. Jahrhunderts errichtet wurden. Das Kraftwerk mit seiner im Original erhaltenen Dampfmaschine zählt zu den bedeutendsten Technikdenkmälern in Solingen.:54
Das Verwaltungsgebäude beherbergt heute unter anderem das Gründer- und Technologiezentrum Solingen, das Kraftwerk wird als Eventlocation Alte Maschinenhalle vermietet.

## Lage
Die Gebäude befinden sich im Solinger Stadtteil Höhscheid südlich von Solingen-Mitte. Sie befinden sich an der Grünewalder Straße, die als Bundesstraße 229 ausgewiesen ist und liegen direkt gegenüber dem Unternehmen Zwilling J. A. Henckels. Das Verwaltungsgebäude bildet dabei mit den Gebäuden des Zwillingswerks einen Toreffekt bei der Einfahrt in die Solinger Innenstadt.:50 Nördlich verläuft die Bahnstrecke Solingen–Remscheid, die über den Haltepunkt Solingen Grünewald an die Straße angebunden ist. 

## Geschichte und Architektur
Der Bereich Grünewald galt im 19. Jahrhundert als größtes Industriegebiet der ehemaligen Stadt Dorp. Dort hatte das seit 1727 bestehende Unternehmen Friedrich Herder Abraham Sohn bereits 1859 eine große Fläche an der sogenannten Rheinchaussee erworben, um die Produktion aus der Hofschaft Obenpilghausen dorthin verkehrsgünstig zu verlagern. In der zweiten Hälfte des 19. Jahrhunderts entstanden erste Fabrikanlagen an diesem Standort, der zu Beginn des 20. Jahrhunderts neu bebaut wurde.:50f.

### Verwaltungsgebäude

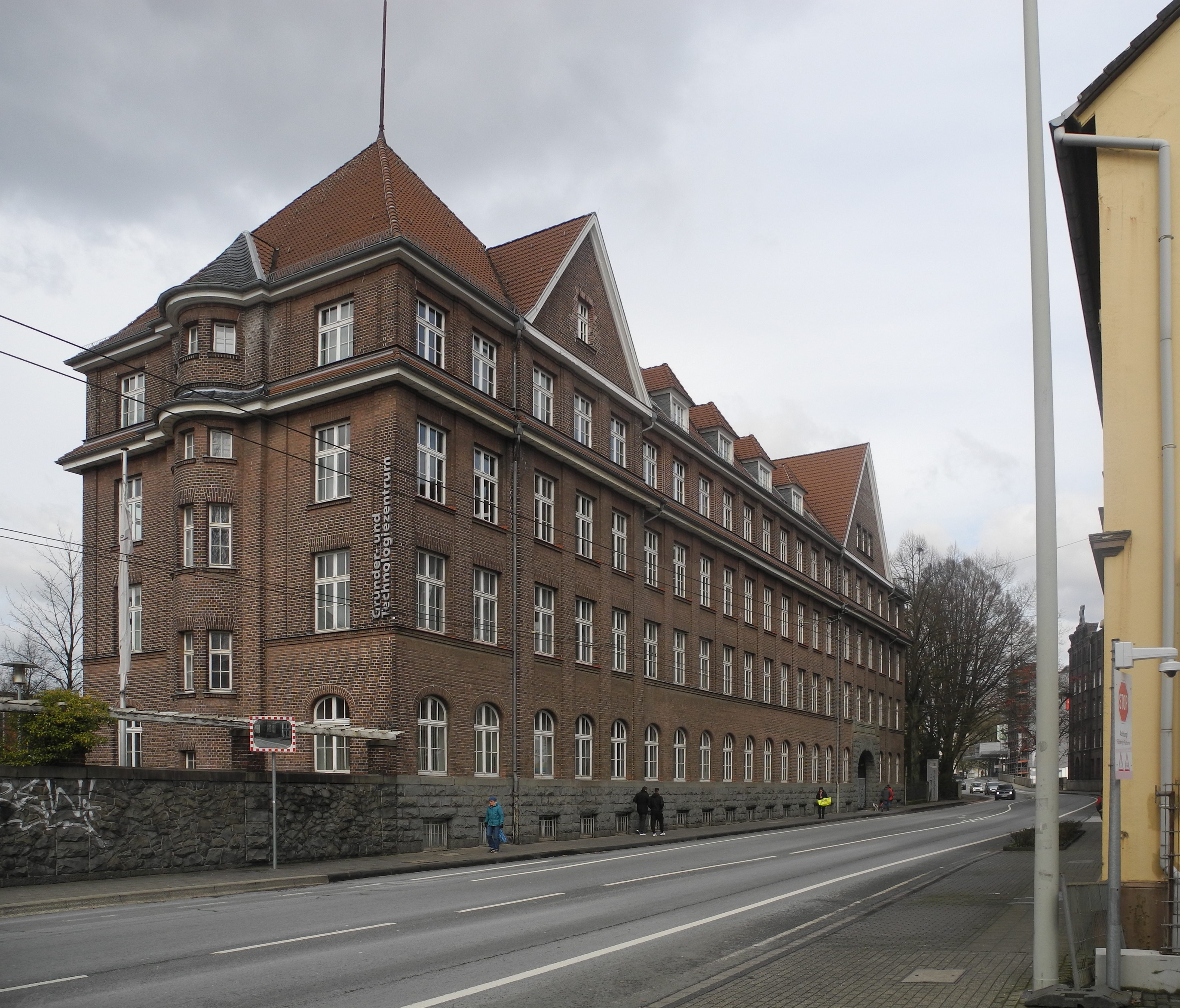
Verwaltungsgebäude (2023)

Das zur Straße liegende Verwaltungsgebäude wurde zwischen 1911 und 1913 nach Plänen des Düsseldorfer Architekten Hermann vom Endt errichtet. Der viergeschossige Backsteinbau mit Walmdach kombiniert Elemente des Heimatstils und des Neoklassizismus. Besonders auffällig ist die Natursteinverkleidung im Sockelbereich, die sich in der Einfriedungsmauer des Werksgeländes fortsetzt. Die Fassaden sind durch Risalite gegliedert, während korbbogige Fenster im Erdgeschoss und große Rechteckfenster in den Obergeschossen die Fassaden zusätzlich strukturieren.
Im Inneren sind zahlreiche originale Details erhalten geblieben, darunter ein großzügiges Steintreppenhaus mit Metallgeländer, holzverkleidete Anmeldezimmer sowie ein Lieferkontor für Heimarbeiter. Diese Räume dokumentieren beispielhaft die enge Verzahnung von Heimarbeit und Fabrikproduktion, die für die Solinger Schneidwarenindustrie typisch war.
Nach der Aufgabe des Standorts durch das Unternehmen Herder 1993 erwarb die Stadt Solingen die Gebäude. Das Verwaltungsgebäude wurde umfassend saniert und 1998 als Gründer- und Technologiezentrum neu eröffnet. Es dient heute auch als Sitz der Solinger Wirtschaftsförderung.:56

### Kraftwerk
Das Kraftwerk wurde zwischen 1921 und 1923 ebenfalls nach Plänen von Hermann vom Endt erbaut, um den steigenden Energiebedarf des Unternehmens zu decken. Es besteht aus einer Backsteinhalle mit Satteldach, die Kesselhaus und Maschinenhalle, die unter einem Dach vereint wurden. Im Inneren befindet sich eine seltene Tandem-Verbunddampfmaschine, die mit einem imposanten Schwungrad eine Synchronmaschine antrieb, die eine Leistung von 440 kW erzeugte. Ergänzt wurde die Anlage durch zwei Zweiflammrohrkessel der Firma Piedboef, Düsseldorf.
Die technische Ausstattung des Kraftwerks gilt als herausragendes Beispiel für die Frühphase der Elektrifizierung in der Industrie. Die direkte Verbindung zwischen Schwungrad und Generator ist eine seltene Konstruktion, die vergleichbar auch im Mannheimer Technoseum ausgestellt wird.

## Denkmalschutz
Das Ensemble aus Verwaltungsgebäude, Kraftwerk, Industrieschornstein und Einfriedungsmauer zur Grünewalder Straße wurde am 28. September 1994 unter der laufenden Nummer 946 in die Solinger Denkmalliste eingetragen.